# Geranium durangense
Geranium durangense là một loài thực vật có hoa trong họ Mỏ hạc. Loài này được H.E.Moore mô tả khoa học đầu tiên năm 1963.